# Gaspar Besares-Soraire
 (mai 2016).
Gaspar Besares-Soraire, né à La Banda, Santiago del Estero en 1900 et mort à Buenos Aires en 1984 est un peintre, dessinateur, sculpteur et professeur argentin, ayant connu un certain renom pendant la première moitié du XXe siècle,,.
Parmi ses œuvres notables on y trouve La Salamanca (patrimoine de la Legislatura de la Ciudad Autónoma de Buenos Aires) et ses illustrations pour le magazine de satire politique Caras y Caretas.
Grâce à une donation de 38 peintures, sculptures et gravures, il fonde le premier musée d'art dans sa ville de naissance.